# Verbascum renzii
Verbascum renzii är en flenörtsväxtart som beskrevs av Hub.-mor.. Verbascum renzii ingår i släktet kungsljus, och familjen flenörtsväxter. Inga underarter finns listade i Catalogue of Life.